# وقایع مارس
وقایع مارس یا روزهای مارس نزاع بین قومی و کشتارجمعی تا ۱۲٬۰۰۰ آذربایجانی و دیگر مسلمانان است که بین ۳۰ مارس تا ۲ آوریل ۱۹۱۸ در شهر باکو و نواحی نزدیکش در فرمانداری باکوی جمهوری فدرال دموکراتیک قفقاز جنوبی به وقوع پیوست.
این وقایع که کشمکش بین بلشویک‌ها با حمایت فدراسیون انقلابی ارمنی در یک سو و حزب آذربایجانی مساوات در سوی دیگر آن را تسهیل کرد، به شایعاتی در خصوص یک قیام احتمالی مسلمانان در میان نیروهای بلشویک و داشناک دامن زد و به ایجاد کمون کوتاه مدت ۲۶ روزه باکو در آوریل ۱۹۱۸ انجامید.
بیشتر منابع تاریخی و گزارش‌ها وقایع مارس را در پیش زمینه ناآرامی جنگ داخلی تفسیر می‌کنند، در حالی که منابع معاصر جمهوری آذربایجان رسماً از وقایع مارس به عنوان نسل‌کشی (soyqırım) یاد می‌کنند. در پی این وقایع، روزهای سپتامبر رخ داد که ۱۰٬۰۰۰ ارمنی‌تبار از سوی اردوی اسلام قفقاز و همپیمانان محلی آذری آنها در پی تسخیر باکو کشتار جمعی شدند.

## نگارخانه

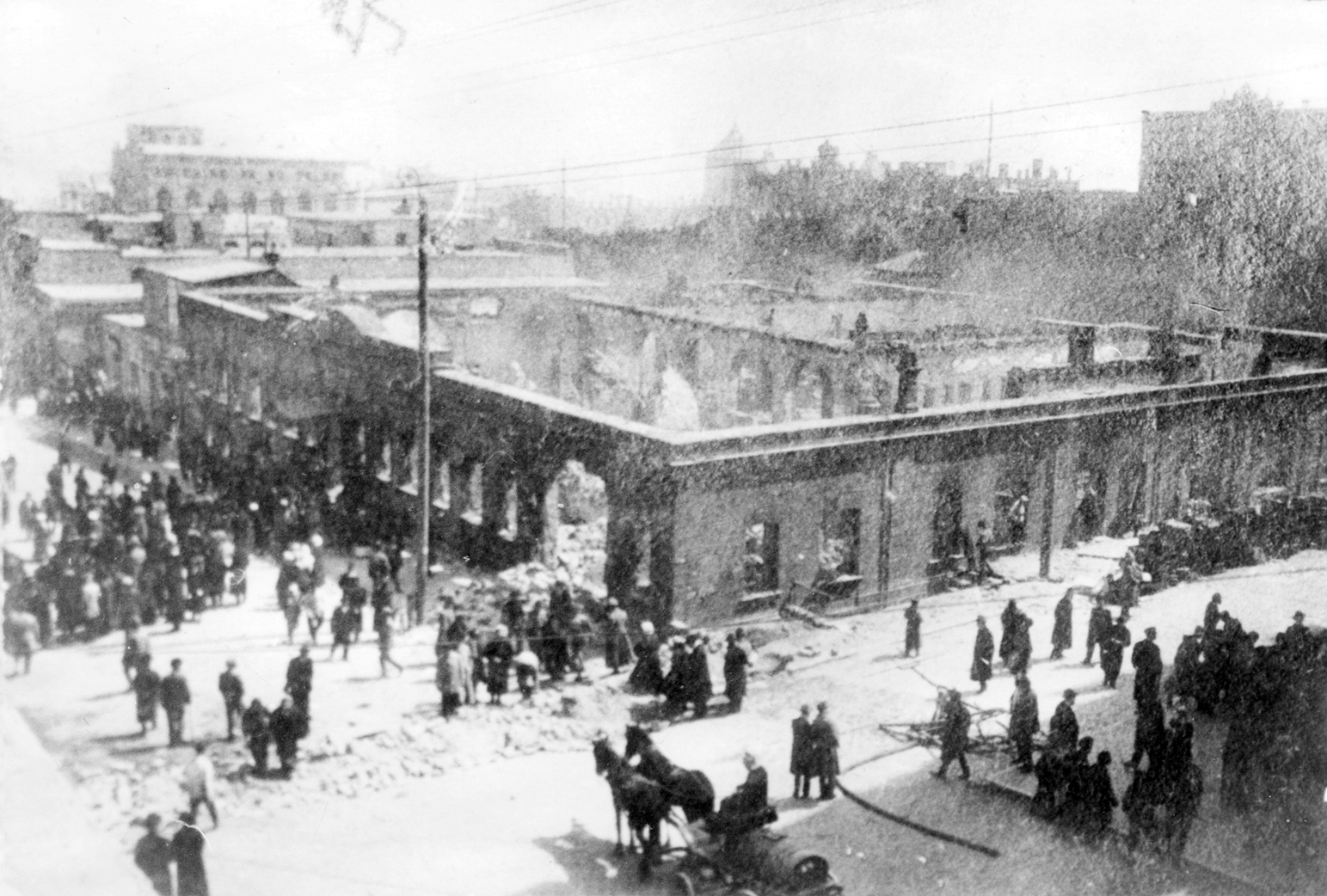
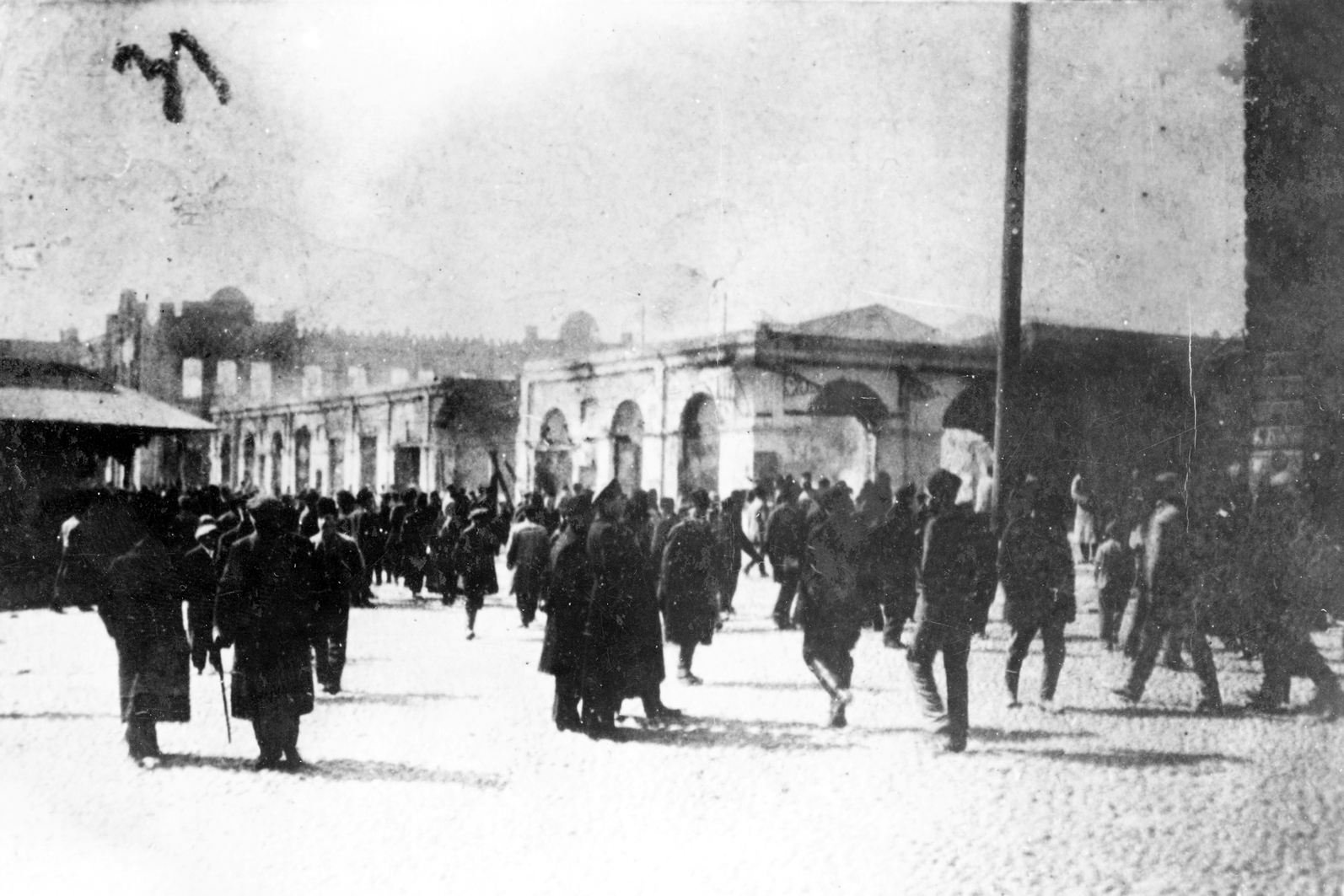
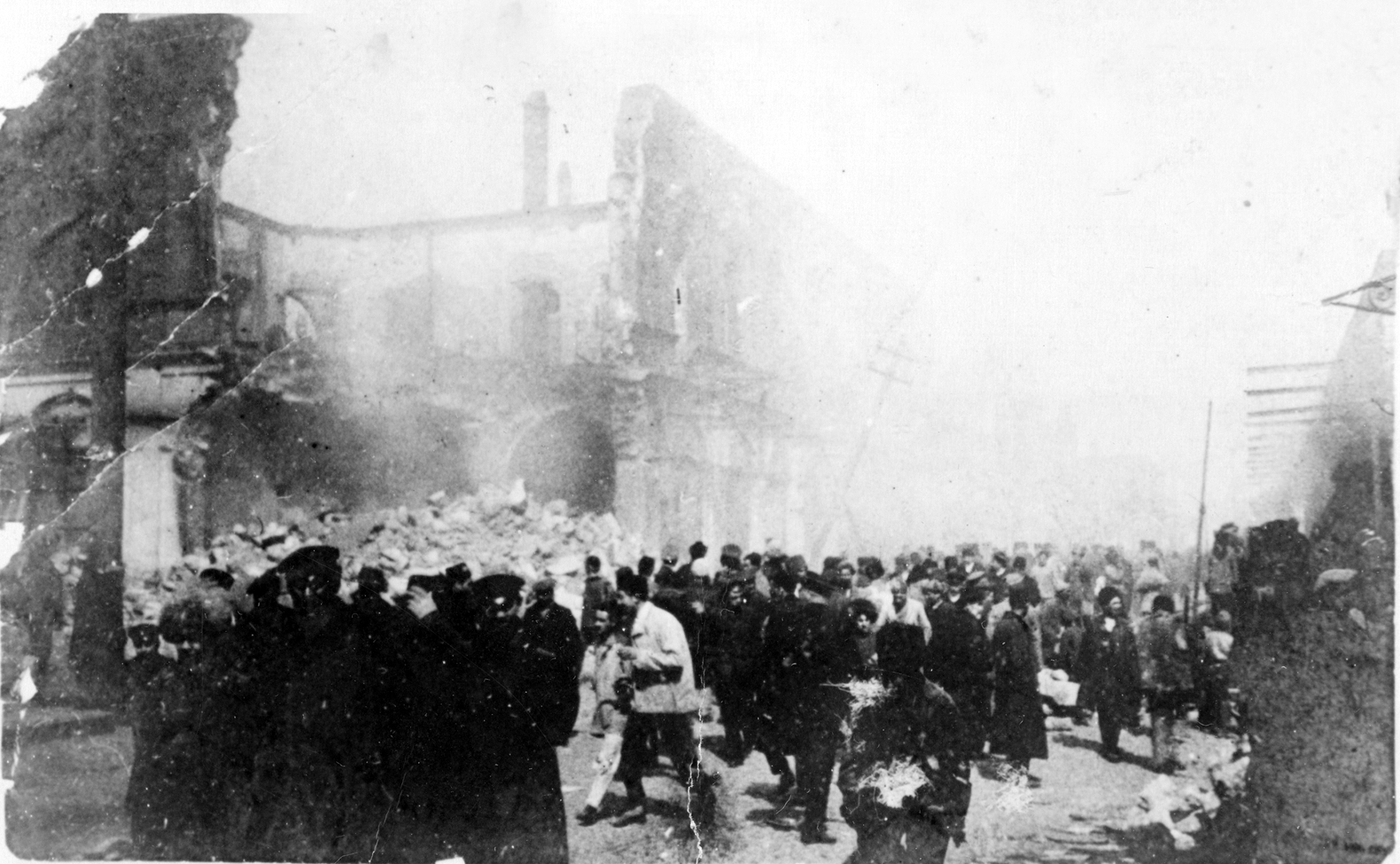
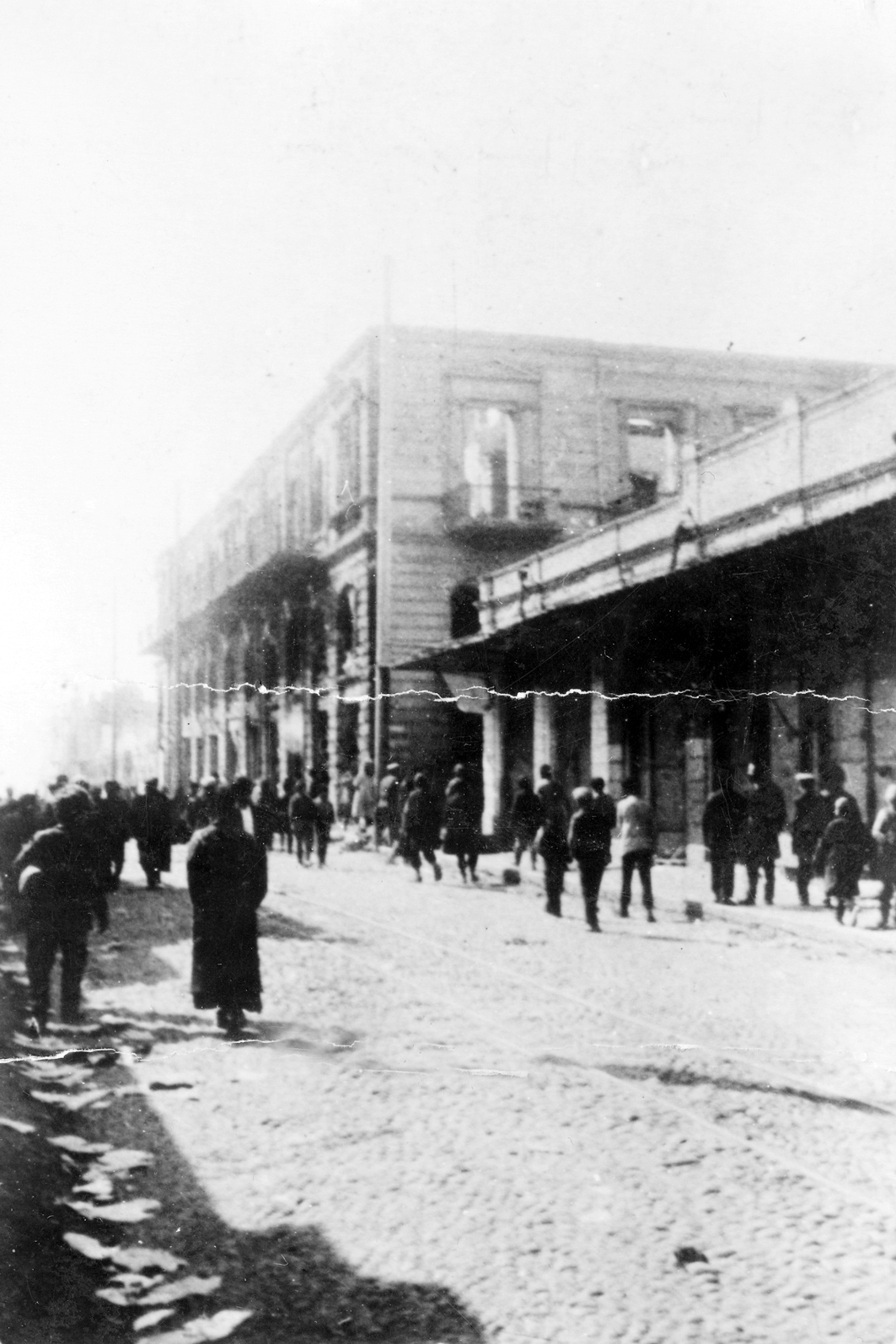